# باشگاه ورزشی فارنسی
باشگاه ورزشی فارنسی (به پرتغالی: Sporting Clube Farense) که به شکل ساده فارنسی نامیده می‌شود، یک باشگاه حرفه‌ای فوتبال در کشور پرتغال است که در شهر فارو از منطقه فارو مستقر است. این باشگاه در سال ۱۹۱۰ تاسیس شد و در فصل ۲۱–۲۰۲۰ در دسته برتر لیگ‌های فوتبال پرتغال رقابت می‌کند.

## رقابت
از رقبای دیرینه و سنتی این باشگاه می‌توان به اولیاننسه و پورتیموننزه از الگاروه اشاره کرد.